# 向日市
向日市（むこうし）は、京都府の南西に位置する市。

## 概要
京都盆地の南西端に位置し、西方には小塩山をはじめとする西山連峰を望み、市外東方には桂川が流れる。このため、全般に北西方向が高地に南西方向が低地となる平坦な地形となっている。市域をほぼ縦断する形でJR西日本東海道本線・阪急京都本線、西国街道が貫いている。なお面積は7.72km2で、全国の市では蕨市、狛江市に次いで3番目に狭く、西日本では最も狭い。人口密度は京都府内の市町村でも群を抜いて高く、全国でも上位に入る。

### 名称
地名について
向日町警察署や向日町駅・向日町郵便局・京都向日町競輪場・向日町簡易裁判所・向日町区検察庁・イオン向日町店、その他金融機関の支店名など、官公庁・民間問わず「向日町」の旧町名を市制施行後の今でも地名のように使っている施設等がある。町制時代の町名や今も駅や様々な施設に残る「向日町」の読みは「むこうまち」だが、市制施行後に向日市内に出来た「向日町」は「むこうちょう」と読む。

## 地理

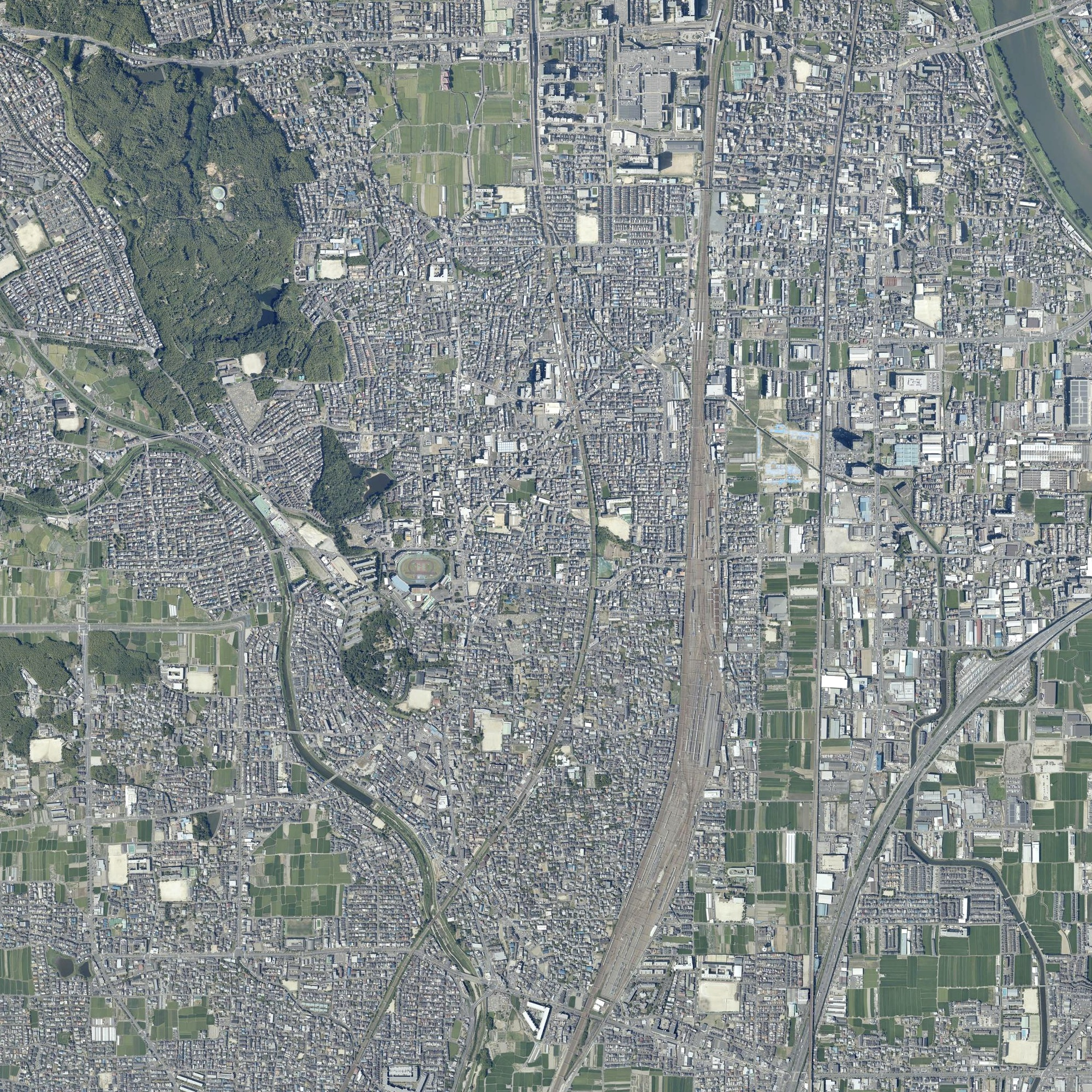
中心部の合成空中写真。2020年撮影。

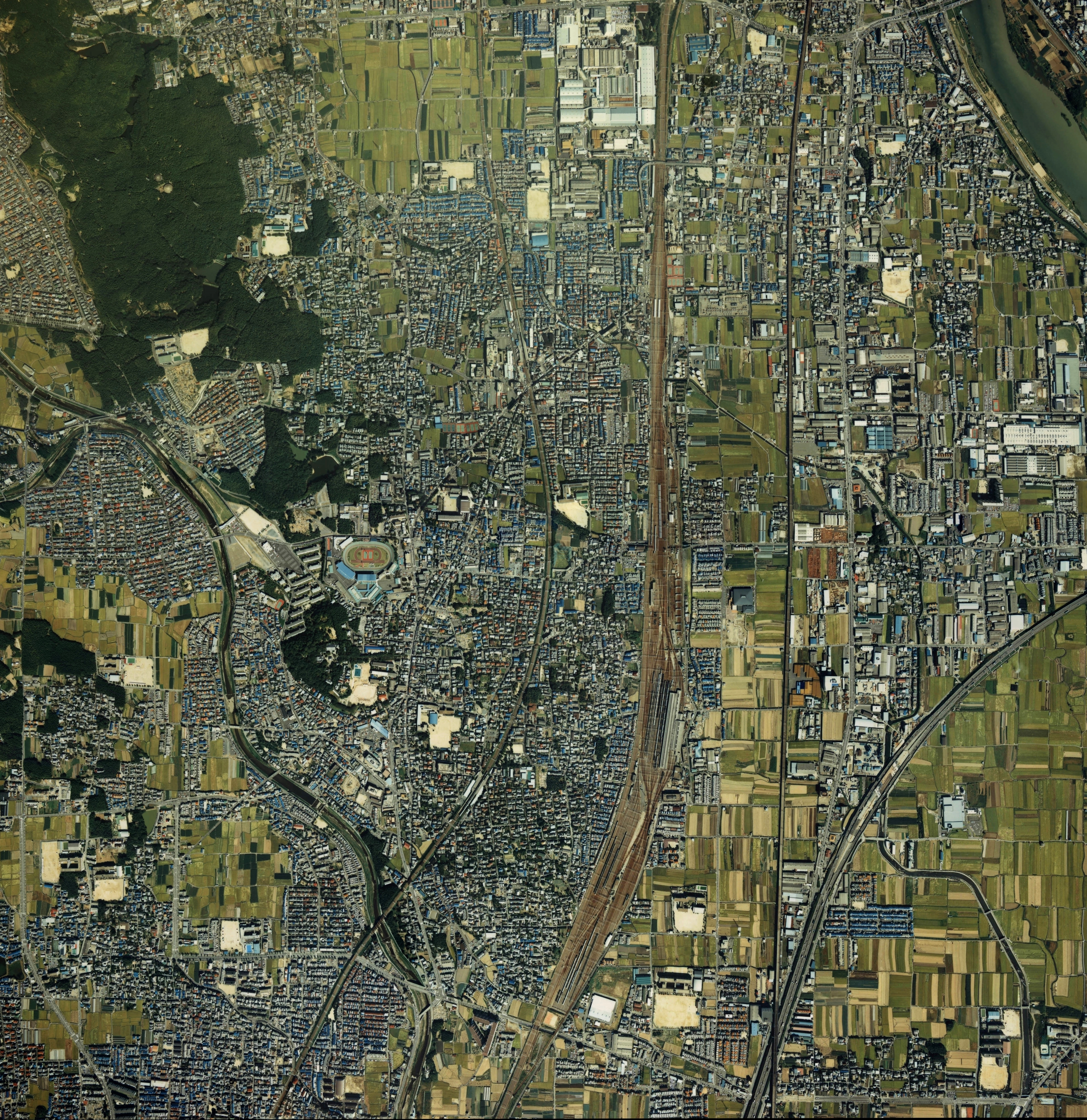
向日市中心部周辺の空中写真。1987年撮影の4枚を合成作成。。

### 地形

#### 山岳
主な山
山岳はないが、西部に西京区との境界をなす細長い丘陵地・西ノ岡丘陵（向日丘陵、長岡丘陵とも）があり竹林を形成している。

#### 河川
主な川
- 深田川 - 秦河勝が造った潅漑用水路（西ノ岡用水、寺戸用水とも呼ばれる）
- 寺戸川
- 小畑川

### 湖沼
主な沼
- はり湖池

### 人口
平成22年国勢調査より前回調査からの人口増減をみると、1.28％減の54,339人であり、増減率は府下26市町村中9位、36行政区域中17位。
| |                                        |  |
| 向日市と全国の年齢別人口分布（2005年） | 向日市の年齢・男女別人口分布（2005年） |  |
| ■紫色 ― 向日市 ■緑色 ― 日本全国 | ■青色 ― 男性 ■赤色 ― 女性              |  |
| 向日市（に相当する地域）の人口の推移 \| 1970年（昭和45年） \| 36,988人 \| \| \| 1975年（昭和50年） \| 45,886人 \| \| \| 1980年（昭和55年） \| 50,604人 \| \| \| 1985年（昭和60年） \| 52,216人 \| \| \| 1990年（平成2年） \| 52,928人 \| \| \| 1995年（平成7年） \| 53,290人 \| \| \| 2000年（平成12年） \| 53,425人 \| \| \| 2005年（平成17年） \| 55,041人 \| \| \| 2010年（平成22年） \| 54,328人 \| \| \| 2015年（平成27年） \| 53,380人 \| \| \| 2020年（令和2年） \| 56,859人 \| \| |                                        |  |
| 総務省統計局 国勢調査より |                                        |  |
| 1970年（昭和45年） | 36,988人                               |  |
| 1975年（昭和50年） | 45,886人                               |  |
| 1980年（昭和55年） | 50,604人                               |  |
| 1985年（昭和60年） | 52,216人                               |  |
| 1990年（平成2年） | 52,928人                               |  |
| 1995年（平成7年） | 53,290人                               |  |
| 2000年（平成12年） | 53,425人                               |  |
| 2005年（平成17年） | 55,041人                               |  |
| 2010年（平成22年） | 54,328人                               |  |
| 2015年（平成27年） | 53,380人                               |  |
| 2020年（令和2年） | 56,859人                               |  |

### 隣接自治体･行政区
京都府
- 京都市（西京区･南区･伏見区）
- 長岡京市

向日市はその周囲のうち、北西東を京都市と接し、南を長岡京市と接する。なお、東側は旧乙訓郡久世村・久我村・羽束師村であり、西側は旧乙訓郡大原野村・大枝村であったが、それぞれ京都市への編入により旧向日町が乙訓郡から京都市に突出する形で残ったものである。また、京都市と向日市は市街地が連続しており、現地でも一目で市境を判別するのは難しい。

## 歴史

### 古代
古くは山城国乙訓郡に属し、長岡京が設置された。市域からは大極殿跡が発掘されている。
長岡京が平安京に移されてのちはその後背地として農業を産業の中心とした。
古くから乙訓郡の中心地であり、現在も、郡役所の名残である京都府乙訓総合庁舎や、長岡京市、大山崎町、京都市伏見区の一部を管轄する向日町警察署など、周辺地域を代表する施設が設置されている。
町村制施行以降、昭和・平成の大合併の時期を含めて一度も合併を経験していない自治体のひとつであり、京都府下の「市」のでは唯一の存在である。

### 近代
明治時代
- 1889年（明治22年）4月1日 - 町村制施行に伴い向日町、物集女村、寺戸村、森本村、鶏冠井村、上植野村の区域を以って乙訓郡向日町が発足。

### 現代
昭和時代
- 1972年（昭和47年）10月1日 - 市制施行し、向日市となる。

## 政治

### 行政

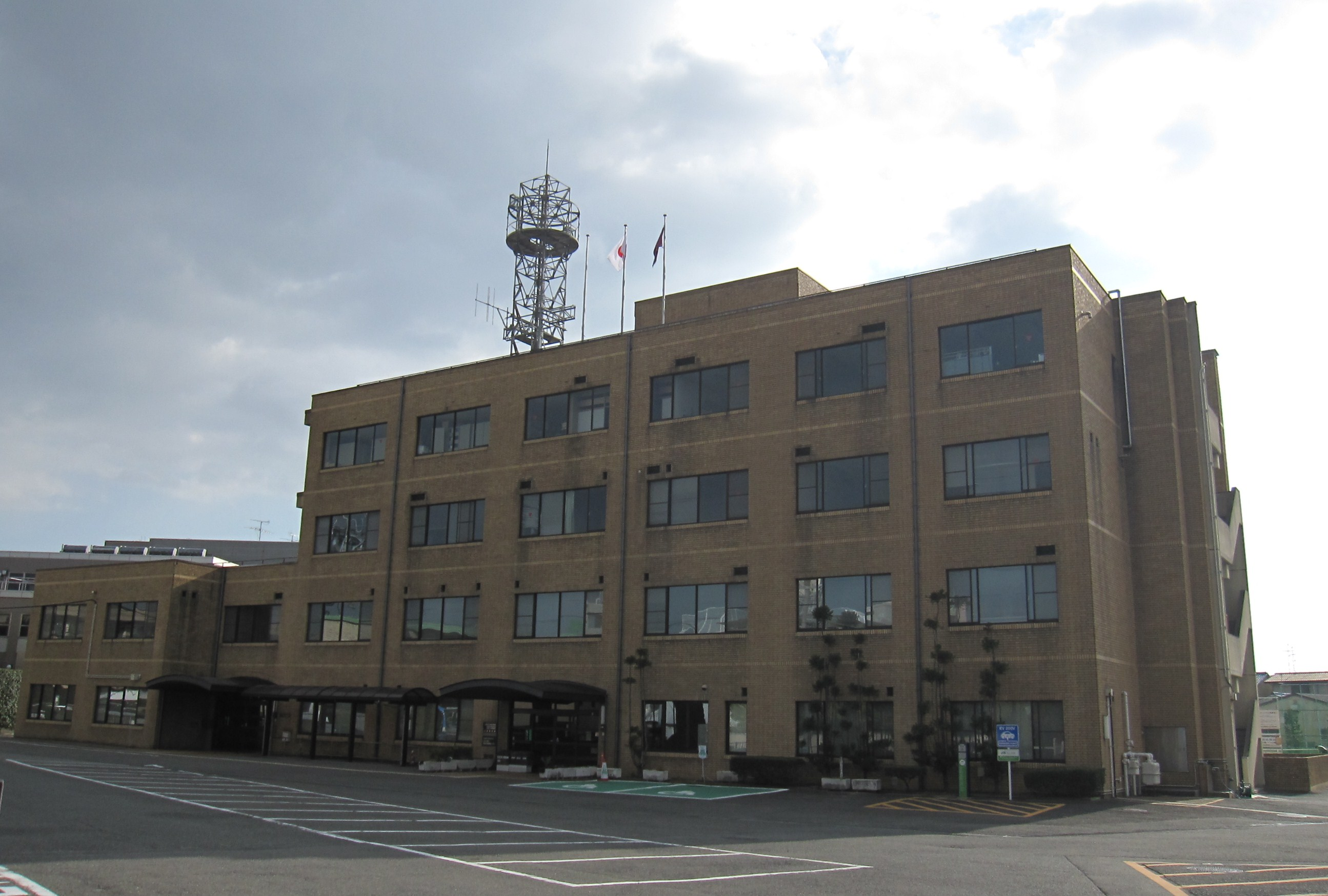
京都府乙訓総合庁舎

#### 市長
- 安田守（2015年4月30日就任、2期目）

歴代市長
| 代   | 氏名     | 就任日        | 退任日        | 備考       |
| ---- | -------- | ------------- | ------------- | ---------- |
| 初代 | 中山仙三 | 1972年10月1日 | 1975年4月29日 | 旧向日町長 |
| 2代  | 民秋徳夫 | 1975年4月30日 | 1995年4月29日 |            |
| 3代  | 岡﨑誠之 | 1995年4月30日 | 2003年4月29日 |            |
| 4代  | 久嶋務   | 2003年4月30日 | 2015年4月29日 |            |
| 5代  | 安田守   | 2015年4月30日 | 現職          |            |

### 議会

#### 市議会[2]
- 定数：18名
- 任期：2023年8月10日 - 2027年8月9日
- 院内勢力

市政与党

市政野党

#### 府議会
- 定数：1名
- 任期：2019年4月30日 - 2023年4月29日

#### 国会
衆議院
- 選挙区：京都3区（京都市伏見区、長岡京市、向日市、乙訓郡）
- 任期：2021年10月31日 - 2025年10月30日
- 投票日：2021年10月31日
- 当日有権者数：353,915人
- 投票率：53.52％

| 当落 | 候補者名 | 年齢 | 所属党派     | 新旧別 | 得票数   | 重複 |
| ---- | -------- | ---- | ------------ | ------ | -------- | ---- |
| 当   | 泉健太   | 47   | 立憲民主党   | 前     | 89,259票 | ○    |
|      | 木村弥生 | 56   | 自由民主党   | 前     | 61,674票 | ○    |
|      | 井上博明 | 64   | 日本維新の会 | 新     | 34,288票 | ○    |

## 出先機関・施設

### 国家機関

#### 法務省
検察庁
- 向日町区検察庁

#### 裁判所
- 向日町簡易裁判所

### 府政機関
- 京都府乙訓総合庁舎
- 京都府乙訓保健所

### 施設

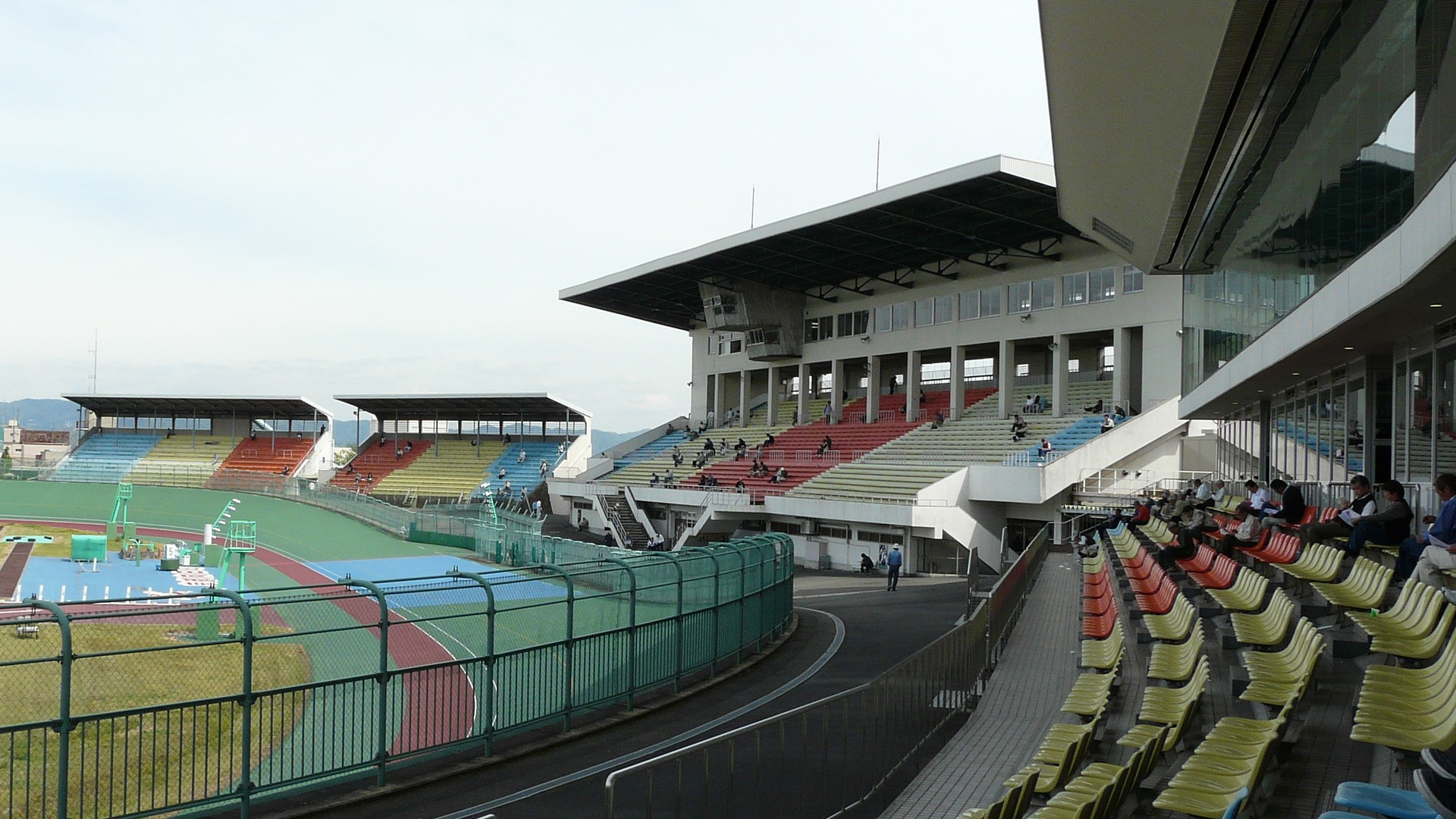
京都向日町競輪場

#### 警察
警察署
- 京都府向日町警察署

交番
- 向日町駅前交番
- 物集女交番
- 西向日交番

#### 消防
消防署
- 乙訓消防組合向日消防署

#### 医療・福祉
主な病院
- 真生会向日回生病院

組合
- 乙訓医療生活協同組合

#### 郵便局
主な郵便局
- 向日町郵便局：617-00xx
  - 隣接する長岡京市(617-08xx)の集配も担当している。
- 向日上植野郵便局
- 向日町駅前郵便局
- 向日町寺戸郵便局
- 向日森本郵便局
- 向日物集女郵便局

#### 文化施設
- 向日市立図書館
- 向日市立文化資料館
- 公民館 - 中央公民館と地区公民館が5館
- コミュニティセンター　市内に6か所
- 向日市天文館
- 向日市民会館
- 向日市観光交流センター（まちてらすMUKO）

#### 運動施設
- 京都向日町競輪場
- 向日市民体育館

## 対外関係

### 姉妹都市･提携都市

#### 国内
提携都市
| 都市名 | 都道府県 | 地方名   | 提携年月日                 |
| ------ | -------- | -------- | -------------------------- |
| 綾部市 | 京都府   | 近畿地方 | 2004年（平成16年）2月16日  |
| 京都市 | 京都府   | 近畿地方 | 2014年（平成26年）10月15日 |

#### 海外
姉妹都市
| 都市名     | 国名           | 地域名           | 提携年月日                 |
| ---------- | -------------- | ---------------- | -------------------------- |
| サラトガ市 | アメリカ合衆国 | カリフォルニア州 | 1984年（昭和59年）11月16日 |

提携都市
| 都市名 | 国名           | 地域名 | 提携年月日                |
| ------ | -------------- | ------ | ------------------------- |
| 杭州市 | 中華人民共和国 | 浙江省 | 1985年（昭和60年）9月27日 |

## 経済

### 第三次産業

#### 商業
主な商業施設
- イオンモール京都桂川（京都市南区と跨っている）
- イオンフードスタイル東向日

### 金融機関
- 京都銀行向日町支店、東向日町支店
- 京都信用金庫桂川支店
- 京都中央信用金庫向日町支店、東向日支店
- 京都中央農業協同組合向日支店、東向日支店

### 本社を置く企業
- オムロン ヘルスケア
- 佐川印刷
- ノリタケスーパードレッサー
- マルヤス
- プリントパック
- 日東薬品工業ホールディングス

## 情報・生活

### ライフライン

#### 電力
- 関西電力

#### ガス
- 大阪ガス

#### 上下水道
- 京都府営水道
- 向日市上下水道部

#### 電信
- NTT西日本

## 教育・研究機関

### 高等学校
府立
- 京都府立向陽高等学校

私立
- 京都西山高等学校

### 中学校
市立
- 向日市立勝山中学校
- 向日市立西ノ岡中学校
- 向日市立寺戸中学校

### 小学校
市立
- 向日市立向陽小学校
- 向日市立第2向陽小学校
- 向日市立第3向陽小学校
- 向日市立第4向陽小学校
- 向日市立第5向陽小学校
- 向日市立第6向陽小学校

私立
- 洛南高等学校附属小学校

## 交通

### 鉄道
市北端部は市境至近の京都市南区内の桂川駅および西京区内の洛西口駅が近い。

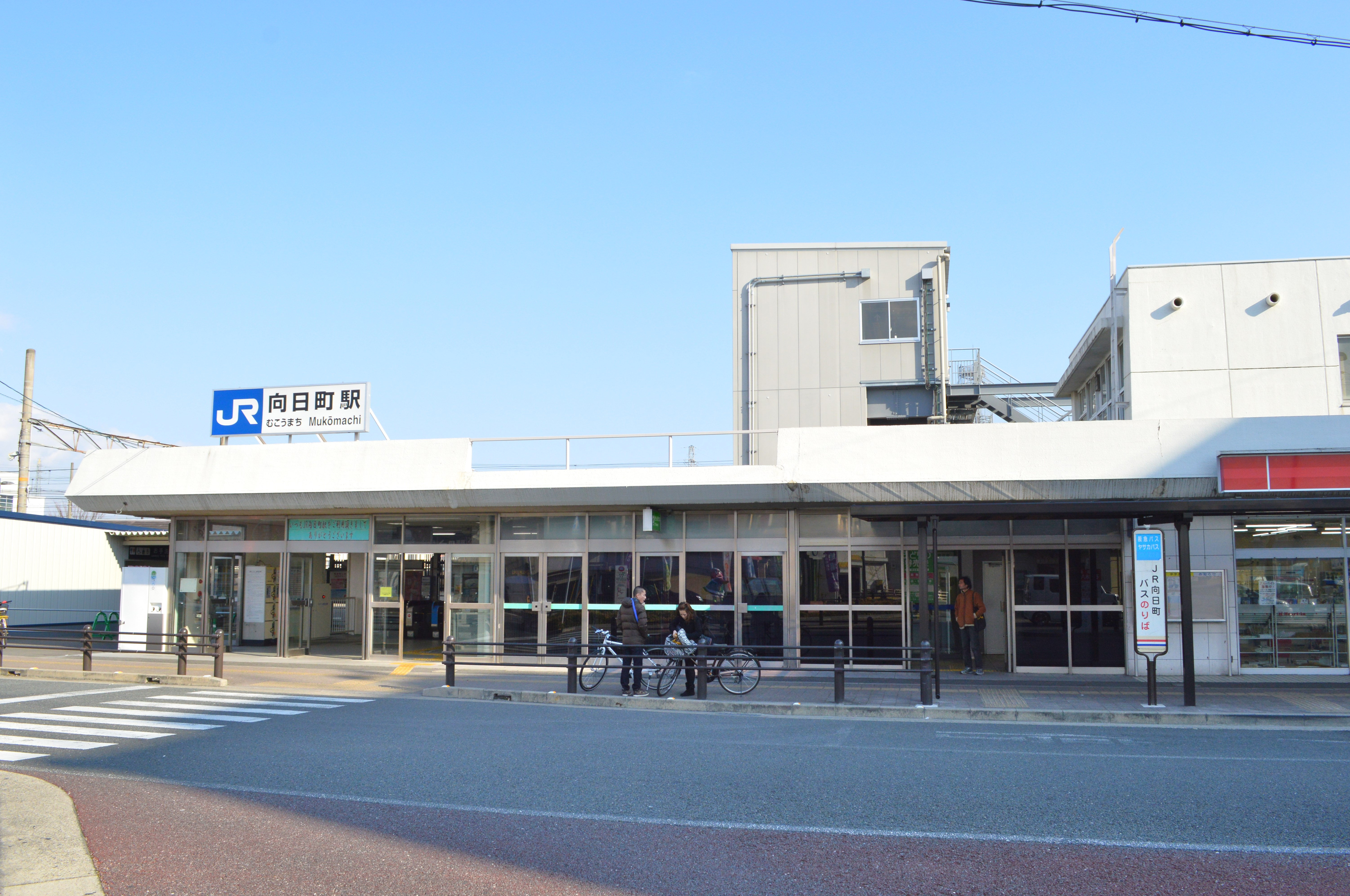
向日町駅

市の中心となる駅：向日町駅

#### 鉄道路線
西日本旅客鉄道（JR西日本）
- 東海道本線 （JR京都線）：- 向日町駅 -

阪急電鉄（阪急）
- 京都本線：- 東向日駅 - 西向日駅 -

その他、東海道新幹線が京都駅 - 新大阪駅間で当市東部を通過している。

### バス

#### 路線バス
- 阪急バス
- ヤサカバス
- 京阪京都交通
- 京都市営バス
- 向日市コミュニティバス

出張所
- 阪急バス向日出張所

### 道路

#### 高速道路
名神高速道路が通過しているものの、市内にはインターチェンジはない。名古屋方面へ向かう場合は京都南IC、大阪・神戸方面へ向かうの場合は大山崎ICを利用するのが一般的である。

#### 国道
- 国道171号

#### 府道
- 京都府道14号大阪高槻京都線（国道171号重複）
- 京都府道67号西京高槻線（物集女街道）
- 京都府道201号中山稲荷線
- 京都府道202号伏見向日線
- 京都府道203号志水西向日停車場線
- 京都府道205号中山向日線
- 京都府道206号向日町停車場線
- 京都府道207号上久世石見上里線
- 京都府道208号向日善峰線
- 京都府道209号長法寺向日線
- 京都府道733号柚原向日線

## 観光

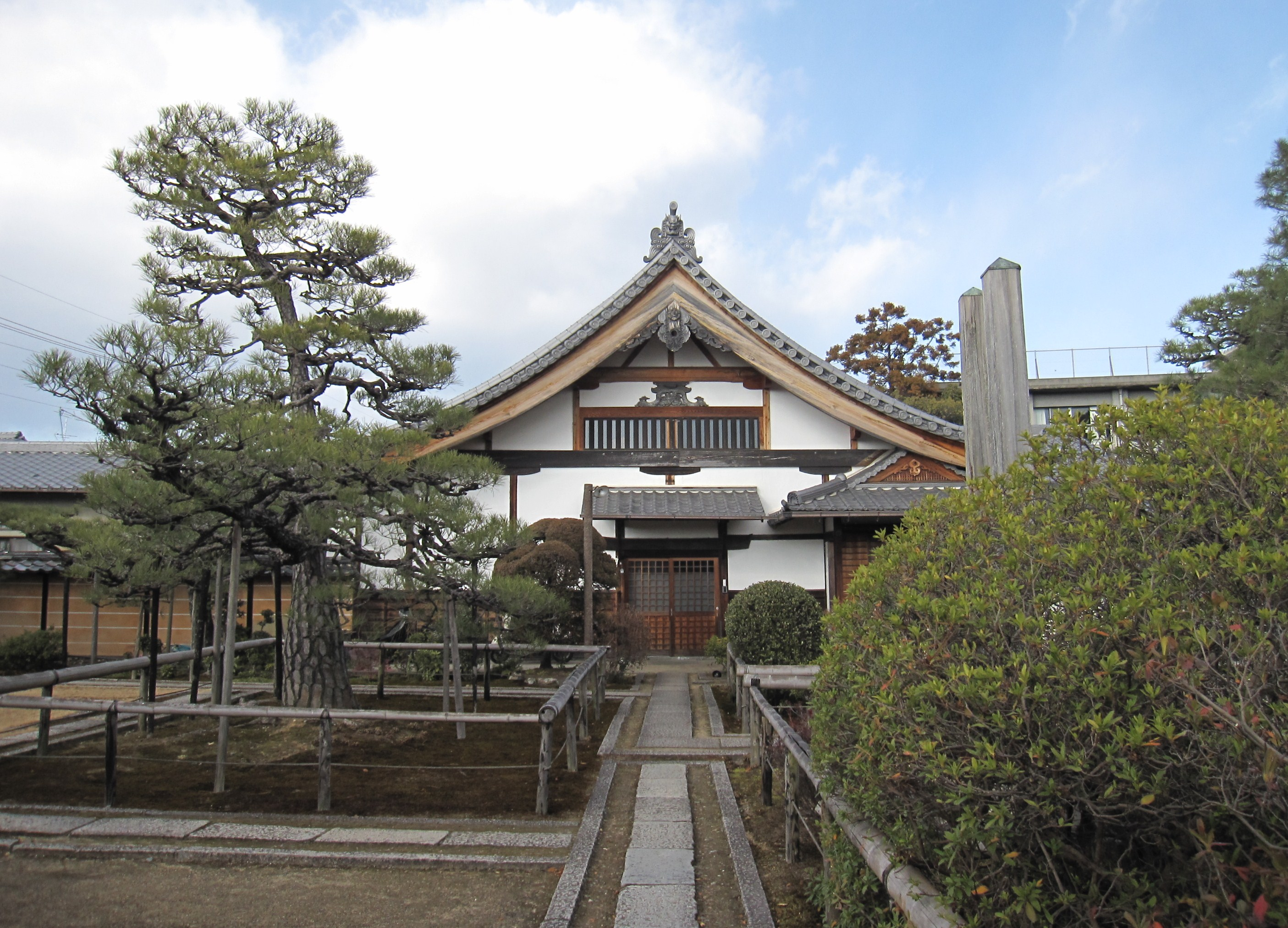
石塔寺

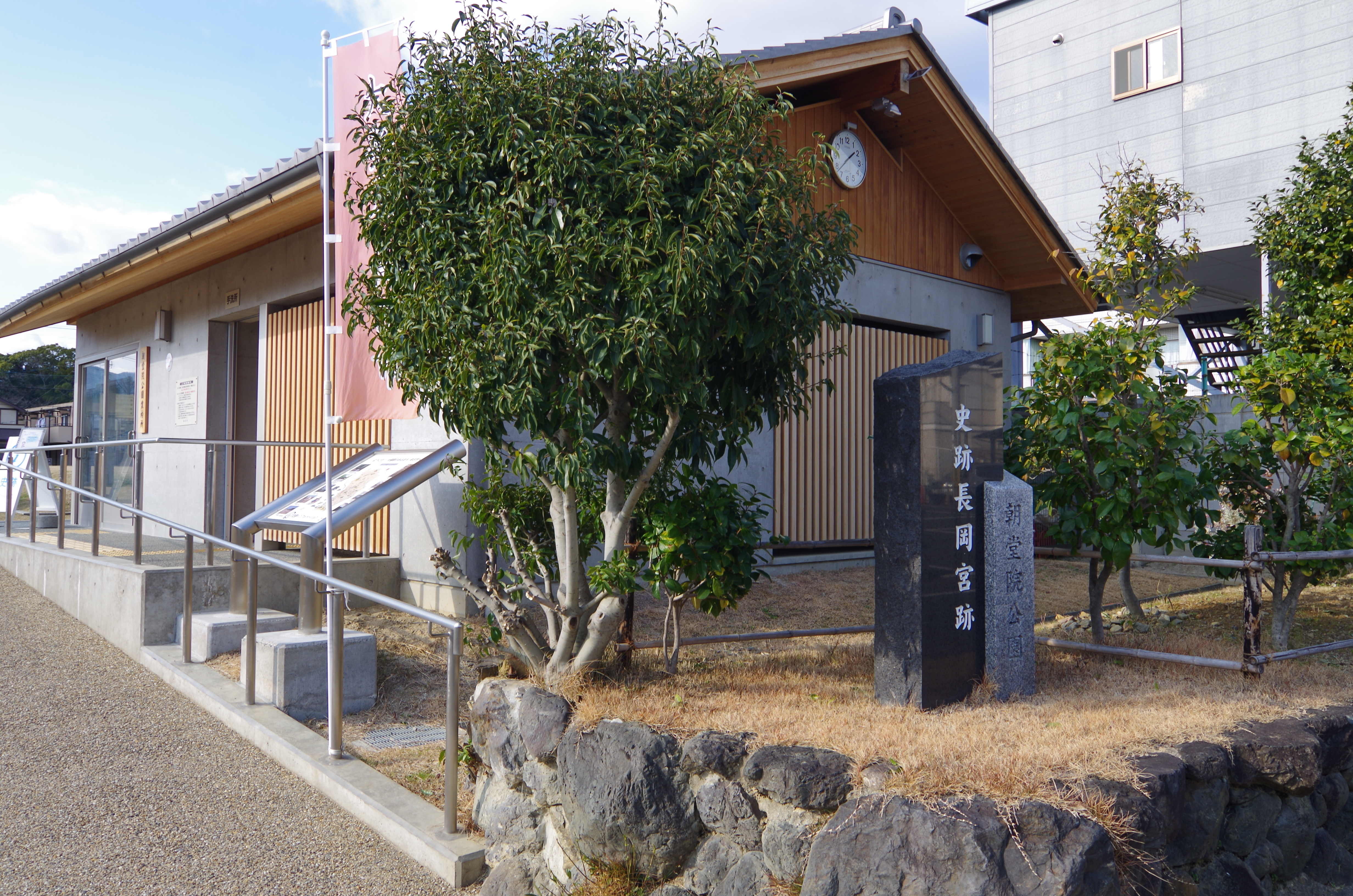
史跡長岡宮跡 朝堂院公園

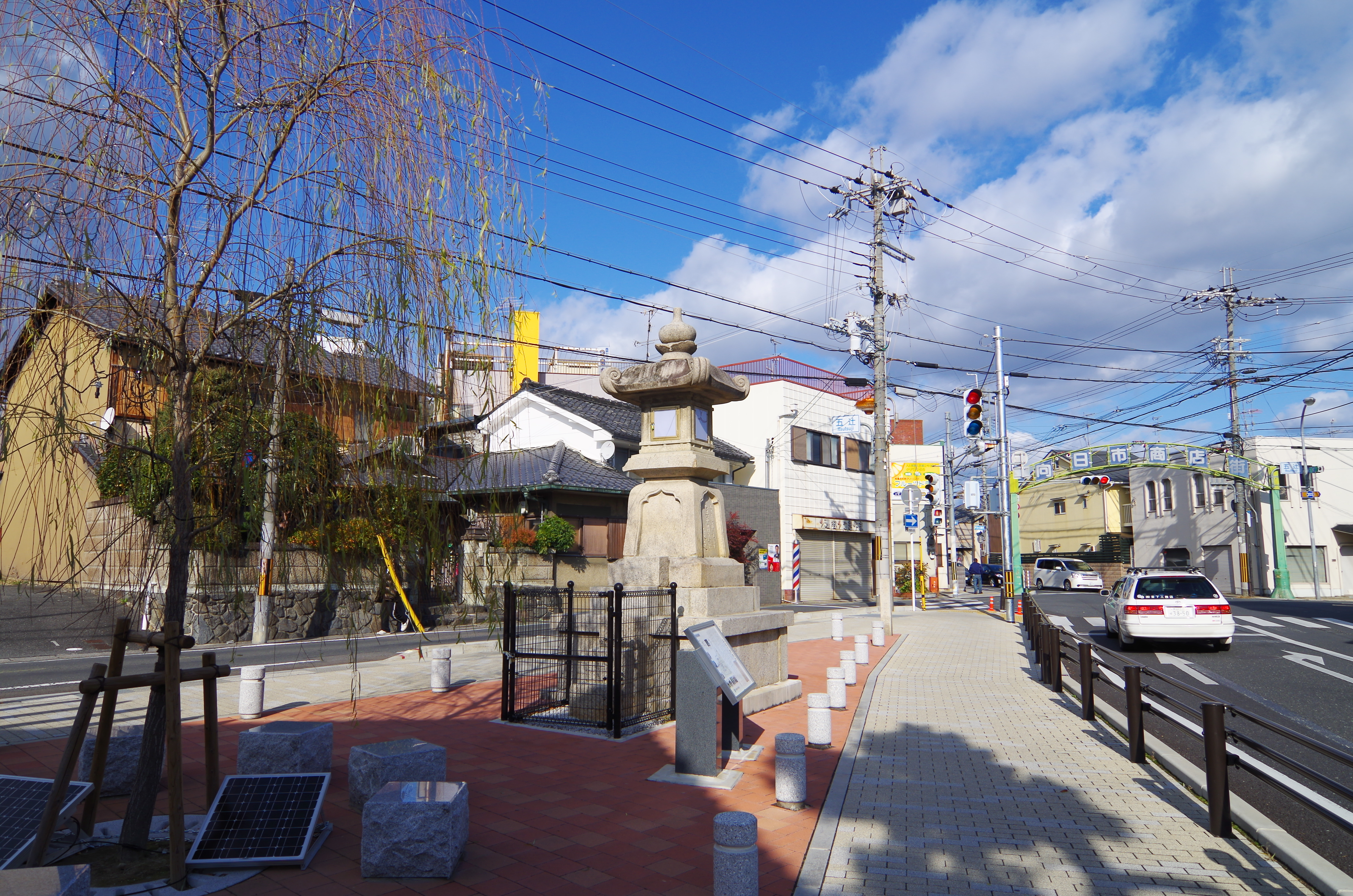
五辻の常夜灯

観光地はあるものの、市域の狭さおよび京都市から至近であることなどから、市内に宿泊施設はない。

### 名所・旧跡
主な城郭
- 寺戸城跡

主な神社
- 向日神社 - 養老2年（西暦718年）創建。

主な寺院
- 石塔寺
- 願徳寺
- 北真経寺
- 南真経寺

主な史跡
- 長岡京跡
  - 大極殿跡
  - 朝堂院公園
  - 向日市文化資料館
- 西国街道
  - 一文橋
  - 五辻の常夜灯
  - 富永屋 - 西国街道沿いの旧旅籠。伊能忠敬や徳川慶喜が宿泊したとされる。取り壊しが決定した後、市民団体「とみじん」が存続を目指して活動を行っていたが、行政の支援が得られず、取り壊しが決まった[5]。
- 桓武天皇皇后陵 - 藤原乙牟漏の御陵
- 五塚原（いつかはら）古墳 - 寺戸町にある前方後円墳、3世紀後半、箸墓古墳と相似形
- 寺戸大塚古墳
- 物集女車塚古墳
- 淳和天皇火葬塚

### 観光スポット
- 竹の径 (向日市) - 美しい日本の歩きたくなるみち500選、手づくり郷土賞などに選定される。
- 京都向日町競輪場
- 京都激辛商店街 - 町おこしとして2009年から行っている。

## 文化・名物

### 名産・特産
長岡京市、大山崎町とともにタケノコの産地として著名。京野菜の千両ナスやみず菜にポインセチアなどの花き栽培も盛んである。
- タケノコ
- 京野菜
  - 千両茄子
  - 水菜
- ポインセチア

## 出身関連著名人

### 出身著名人
- 永守重信（実業家、ニデック創業者）
- 今江敏晃（東北楽天ゴールデンイーグルス監督・元プロ野球選手）
- 駒月仁人（埼玉西武ライオンズ・捕手）
- 竹内和也（元西武ライオンズ・投手）
- 北尾佳奈子（元シンクロナズドスイミング日本代表）
- 笹野みちる（元東京少年・ボーカル）
- 千原徹也（アートディレクター、グラフィックデザイナー、株式会社れもんらいふ代表）
- 松田貴志（音楽プロデューサー）
- 寿岳文章（英文学者）、寿岳しづ（作家）、寿岳章子（国語学者）、寿岳潤（天文学者）[6]
- 下村敦史（作家、第60回江戸川乱歩賞受賞）
- 義村聡志 （NHKアナウンサー）
- 西尾季隆（お笑い芸人、X-GUNメンバー）